# تومونوبو یوکویاما
تومونوبو یوکویاما (انگلیسی: Tomonobu Yokoyama؛ زادهٔ ۱۸ مارس ۱۹۸۵) بازیکن فوتبال اهل ژاپن است.
از باشگاه‌هایی که در آن بازی کرده‌است می‌توان به باشگاه فوتبال کاوازاکی فرونتال و باشگاه فوتبال سرزو اوساکا اشاره کرد.